# Eulithis roessleraria
Eulithis roessleraria är en fjärilsart som beskrevs av Otto Staudinger 1870. Eulithis roessleraria ingår i släktet Eulithis och familjen mätare. Inga underarter finns listade i Catalogue of Life.